# Petitiocodon
Petitiocodon es un género de plantas con flores perteneciente a la familia de las rubiáceas. Incluye una sola especie: Petitiocodon parviflorum (Keay) Robbr. (1988). Es nativa de Nigeria a Camerún.

## Descripción
Es un arbusto erecto o un pequeño árbol, que alcanza un tamaño de 150 a 300 cm de alto, las flores son ligeramente fragantes, el cáliz de color verde pálido, la corola blanca. Se encuentra en el bosque.

## Taxonomía
Petitiocodon parviflorum fue descrita por (Keay) Robbr. y publicado en Bulletin du Jardin Botanique National de Belgique 58: 119–120, f. 2, en el año 1988.
Sinonimia
- Didymosalpinx parviflora Keay basónimo[5]